# 호건 (전한)
호건(胡建, ? ~ 기원전 81년)은 전한 중기의 관료로, 자는 자맹(子孟)이며 하동군 사람이다.

## 생애
무제 천한 연간에 수군정승(守軍正丞)을 지냈다. 가난하여 수레와 말을 장만하지 못하고 심부름꾼과 함께 걸어서 다녔는데, 심부름꾼을 위(尉)로 천거하여 환심을 샀다. 이때 감군어사(監軍御史)가 북군(北軍) 영채의 담장을 무단으로 헐어 시장을 설치하였는데, 호건은 심부름꾼과 함께 그를 죽일 계획을 세워, 심부름꾼으로 하여금 감군어사가 있는 누대로 달려가 재빨리 베어 죽이게 하였다. 그러고는 무제에게 감군어사를 죽인 이유를 설명하는 상주문을 올렸고, 이로써 명성을 떨쳤다.
나중에 위성령(渭城令)이 되었고, 그곳에서도 위명을 떨쳤다. 이때는 무제의 뒤를 이어 즉위한 소제가 어렸고, 소제의 누이 갑장공주의 정부 정외인이 소제의 장인 상관안과 친밀하였다. 정외인은 사람됨이 방자하여, 원한을 진 전 경조윤 번복을 빈객을 시켜 쏘아 죽였고, 빈객은 갑장공주의 집에 숨었다.
관리들은 감히 빈객을 잡을 엄두를 못 냈다. 호건은 병졸들을 이끌고 집을 포위하였고, 상황을 알게 된 갑장공주는 정외인·상관안의 종들을 대동하여 화살을 쏘게 하였다. 병졸들은 달아났고, 갑장공주는 복야를 시켜 위성령 호건의 유요(游徼)가 자신의 종을 해쳤고, 또 자신을 욕되게 하였다고 글을 올렸으나, 대장군 곽광은 사건을 덮어두었다. 그러나 나중에 병든 사이에 상관씨 측이 호건을 체포하게 하였고, 호건은 스스로 목숨을 끊었다. 관리와 백성들은 호건의 죽음을 안타까워하여 사당을 세웠다.

## 출전
- 반고, 《한서》 권67 양호주매운전